# Eseményhorizont

Egy egyenletesen gyorsuló részecske (P) téridő diagramja. Az E esemény kívül esik a részecske eseményhorizontján, mert E fénykúpja nem találkozik a P részecske világvonalával

Az eseményhorizont az általános relativitáselméletben a téridő egy olyan határfelülete, amin túli események már nincsenek hatással a megfigyelőre. Az eseményhorizont mögött elinduló fénysugarak soha nem lépik át az eseményhorizontot. A megfigyelő oldaláról rajta áthaladók pedig nem tudnak visszatérni.
Legközismertebb példája a fekete lyukakat körülvevő eseményhorizont. A fekete lyukak tömege olyan nagy, és méretük ehhez képest olyan kicsiny, hogy semmilyen anyag vagy sugárzás nem tud eltávolodni tőlük. Ezt úgy is meg lehet fogalmazni, hogy az eseményhorizont mögött a szökési sebesség nagyobb a fénysebességnél. A relativitáselmélet szerint lehetetlen, hogy valami gyorsabban haladjon a fénynél, ezért az eseményhorizonton kijutni bármilyen anyag, vagy sugárzás (pl. fény) számára lehetetlen. Fekete lyukról tehát akkor beszélünk, ha a hatalmas tömeg olyan roppant sűrűségű, és ennek következtében olyan kicsi, hogy elfér az általa létrehozott eseményhorizontban. Ebben az esetben ugyanis az égitest minden pontja az eseményhorizonton belül van, így az eseményhorizonton kívülről az égitest egyetlen pontja sem látható.
Az eseményhorizont tehát bizonyos értelemben úgy működik, mint egy féligáteresztő membrán: a bátor űrhajós be tud ugrani, de utána nem tud hazatelefonálni, hogy milyen odabent.
A helyzetet tovább bonyolítja, hogy – a relativitáselmélet értelmében – a gravitációs tér hatására bekövetkező idődilatáció azt eredményezi, hogy az űrhajós, kívülről nézve tulajdonképpen soha nem halad át az eseményhorizonton. Másképpen megfogalmazva, az a pillanat, amikor áthaladna rajta, mindig a jövőben marad, és sosem kerül át a múltba.
A távoli szemlélő szemszögéből az látszik, hogy az eseményhorizontot közelítve az űrhajós egyre lassabban halad. Az eseményhorizontnál pedig 'kimerevedik a kép', mivel az onnan érkező fénysugarak végtelenül sok idő múlva érik csak el a megfigyelőt. Az űrhajós ezzel szemben saját idejében véges idő alatt éri el az eseményhorizontot.
Egy másfajta eseményhorizontot eredményezhet a világegyetem tágulása, ha a tágulás sebessége elég nagy. Ekkor a kellően távoli pontokból a fény sosem ér el a megfigyelőhöz, mert a tágulás gyorsabban növeli a távolságot, mint amilyen ütemben a fény terjedése csökkenti.
Elméletileg eseményhorizont keletkezik egy gravitációmentes, nem táguló térben mozgó, egyenes vonalon, egyenletesen gyorsuló test mögött is. Egy ilyen test pályáját más megfigyelők olyan görbének látják, ami aszimptotikusan közelíti a fénysugár téridő-diagramjára jellemző 45°-os  szöget. A valóságban ilyesmi nem fordulhat elő, mert a végtelen sokáig tartó gyorsuláshoz végtelen energiára lenne szükség.